# Ваш вихід, дівчата...
«Ваш вихід, дівчата…» («Ваш выход, девочки…») — радянський художній фільм 1991 року, знятий режисером Олегом Бондарєвим.

## Сюжет
Модель Неллі переживає тягар долі: напівлюбов, напівматеринство, напівжиття. Доля ставить їй пастку, і Неллі змушена ухвалити тверде та однозначне рішення. За Неллі спостерігає ще зовсім молода Світлана, яка поки що тільки мріє стати моделлю (її грає Юлія Алексєєва, модель з Театру мод Валентина Юдашкіна) і якій у цьому завзято допомагає молодий і відомий (що, як правило, не буває) композитор Андрій. Перша радянська стрічка про важке життя радянських моделей. Значну частину фільму знято в Парижі.

## У ролях
- Ольга Дроздова — Неллі
- Олександр Мартинов — Дмитро Сергійович
- Юлія Алексєєва — Світлана
- Павло Сміян — Андрій
- Боб Марті — Моріс
- Любов Соколова — мати
- Наталія Дрожжина — роль другого плану
- Олег Бондарєв — роль другого плану
- Сергій Зарубін — роль другого плану
- Дінко Дінєв — роль другого плану
- Світлана Літинська — роль другого плану
- Ірина Безрукова — роль другого плану
- Володимир Зубенко — Василь

## Знімальна група
- Режисер — Олег Бондарєв
- Сценаристи — Іван Єгоров, Віктор Михайлов
- Оператор — Борис Кочеров
- Композитор — Борис Ричков
- Продюсери — В. Іванов, Борис Винокуров